# 朱景賢
朱景賢（1514年—？），字範之，直隸蘇州府崑山縣人，民籍，明朝政治人物。

## 生平
嘉靖二十八年（1549年）己酉科應天府鄉試第十三名。嘉靖二十九年（1550年）登庚戌科進士。授浮梁县知县，升汝州知州。四十三年（1564年）贬山西布政司经历。

## 家族
曾祖朱纓；祖父朱瑩，遇例冠帶；父朱希伯，母孫氏。慈侍下。兄朱景固，南京前府都事。